# 斉藤ひでみ
斉藤 ひでみ（さいとう ひでみ、1979年- ）は、日本の高等学校教員。本名は西村 祐二（にしむら ゆうじ）。
岐阜県立高校で地歴科教諭として勤務する一方、教育現場の過重労働問題を訴え、国会や文部科学省への署名提出などを行っている。

## 略歴
1979年、兵庫県西宮市生まれ。関西学院大学卒業。岐阜大学教育学研究科教職大学院課程修了。
舞台俳優を経て32歳より、岐阜県高等学校の教諭として勤務する。2016年8月より、後にペンネームとなる「斉藤ひでみ」名義を用いてTwitterで教育現場の問題を訴え始め、署名サイトChange.orgでは給特法（公立の義務教育諸学校等の教育職員の給与等に関する特別措置法）の改正、変形労働時間制の撤回、校則問題の改善を求めるキャンペーンを立ち上げる。2019年11月28日には、第200回国会文教科学委員会第5回で参考人として発言した。

## 人物
趣味は泳ぐことと旅をすること。
ペンネームの「斉藤ひでみ」は小学校2年生の時にきた産休代替教員の担任の名前に由来する。また、学校における働き方改革が進まない中で当初覆面で活動を行っていたが、福井テレビのドキュメンタリー番組「聖職のゆくえ」（菅田将暉ナレーション）の取材にローカル番組だからと顔出しを許可したところ、当番組が民間放送連盟賞の準グランプリを取得したため、思いがけず全国放送となり職場に分かってしまった経緯がある。
学校現場で「定額働かせ放題」「やりがい搾取」の要因とも言われる「給特法」について検討するためとし、「給特法のこれからを考える有志の会」を立ち上げ、名古屋大学大学院教授の内田良らと会見を行うなどの活動を行っている。

## 主張
文部科学省の諮問機関である中央教育審議会質の高い教師の確保特別部会は、2024年5月13日に貞広部会長が「「令和の日本型学校教育」を担う質の高い教師の確保のための環境整備に関する総合的な方策について（審議のまとめ）」を盛山文部科学大臣に提出した。この内容について、中堅層の教員を想定した「新しい職」について東京都で2009年から導入されている「主任教諭」制度を例として、多忙化か薄給の2択ではないかと懸念を表明している。
2024年8月に「「令和の日本型学校教育」を担う質の高い教師の確保のための環境整備に関する総合的な方策について（答申）」が手交されたが、答申では調整額の増額、多忙な学級担任向けの手当の新設を提言している。小学校5、6年生の教科担任制を、3、4年生に広げる。十分な休息時間確保のため、終業から翌日の始業まで最低11時間を確保する「勤務間インターバル」の導入推進も求める内容となっている。これに対し、この答申に対し調整額を上げても教員の残業は減らない、若手教員を支援するポストの設立は東京都で導入済みの『主任教諭制度』のように基本給が多くの教員で下がってしまうことへの懸念を会見で表明した。
中央教育審議会による、教員の処遇改善のための「新たな職」「新たな級（給料表）」を作るという改革案については、東京都の「主任教諭」制度と同様、教員の基本給の引き下げが懸念されるとして有志メンバーと共に署名活動を行い、2025年2月までに4万人以上の署名を集めた。阿部俊子文部科学相は2024年10月記者会見で基本給は地方自治体が決定することとしつつ、文科省としては引き下げを考えていないと質疑を行った。

## 単編著
- 『シン・学校改革～「定額働かせ放題」と「ブラック校則」に挑む現役教師』西村祐二、光文社、2023年

## 共編著
- 『教師のブラック残業~「定額働かせ放題」を強いる給特法とは?!』内田良、学陽書房、2018年
- 『迷走する教員の働き方改革　変形労働時間制を考える』内田良、広田照幸、高橋哲、嶋﨑量、岩波書店、2020年
- 『校則改革 理不尽な生徒指導に苦しむ教師たちの挑戦』河崎仁志、内田良、東洋館出版社、2021年
- 『#教師のバトン とはなんだったのか』内田良、嶋﨑量、福嶋尚子、岩波書店（岩波ブックレットNo.1506）、2021年

## ドキュメンタリー
- 福井テレビ開局50周年記念番組 聖職のゆくえ〜働き方改革元年〜（2019年8月15日、フジテレビ）[13]